# Gotham City Impostors
Gotham City Impostors es un videojuego de disparos en primera persona basado en el personaje de DC Comics Batman. La trama principal se basa en dos bandas de pandilleros que tratan de asesinarse unos a otros, una banda se disfraza de Batman y otra de su archienemigo The Joker. Fue lanzado para Xbox 360 a través de Xbox Live Arcade, y para PlayStation 3 a través de PlayStation Network. En agosto de 2012 el juego se convirtió en "Free to Play" para computadora mediante el uso de Microsoft Windows. El juego consta de una pelea de pandillas, cada pandilla tiene 6 personajes personalizables, algunos objetos se compran por separado (DLC), y otros serían añadidos en una actualización de manera gratuita, 2 armas, 3 mapas, camuflajes para el arma y retos fueron añadidos posteriormente.

## Modos de juego

### Team Deathmach
En Team Deathmatch (Combate a muerte por equipos) pueden jugar doce jugadores de 6 contra 6 simultáneamente, cada jugador podrá personalizar a su personaje, sus armas, atuendo y complexión. Se tendrán que dividir los jugadores en dos equipos, y tendrán el objetivo de asesinar al equipo contrario. El juego incluye armas extravagantes como mega-granadas o super pistolas, este tipo de armas generalmente son más poderosas que las normales. Además el jugador podrá usar ciertas herramientas para evitar ser asesinado, cómo pistolas con gancho o bombas de humo; finaliza cuando uno de los dos equipos obtenga 75 puntos.

### Fumigation
En Fumigation (Fumigación), es un modo de juego tipo Dominación, los jugadores deberán de capturar y defender después uno de los 3 tanques de gas que están situadas en ciertas partes del mapa, los puntos se dan por porcentajes, el que tenga más tanques tendrá más puntos (por ejemplo si están a 50% y 50%, ambos tienen 1 tanque de los 3 que están, si uno llega capturar otro tanque el porcentaje ira aumentando más rápido que el rival y este ira disminuyendo al menos que consiga robarle uno del rival para subir el porcentaje, si se llegara capturar los 3, más rápido aumentara), el juego termina al conseguir el 100%, los tanques liberaran un gas letal (en el caso de los Bats un gas que atraerá murciélagos y los Jokerz un gas verde que podría ser el gas de la risa que usa el Joker), matando sin excepción a todos los jugadores del equipo rival y así finaliza. 

### Psych Warfare
En Pysch Warfare (Guerra Psicológica), los jugadores tendrán que robar en las 2 rondas una batería para después conectarla a un lobotomizador y esperar un tiempo para que la bocina del rival reproduzca un sonido (como mensajes o música) que dejara mareados y casi indefensos al equipo contrario (no podrán correr pero si saltar, no tendrán sus armas solamente sus brazos que se pueden usar para atacar a base de manotazos, los manotazos equivalen a un ataque con cuchillo), el rival tiene que esperar por un tiempo para que pare el sonido o puede ir en donde está el lobotomizador para pararlo con su ataque para que acabe más pronto, pero se expone a que el enemigo lo ataque debido a su estado y que el rival defiende el reproductor, el que lleve el mayor número de conexiones gana el juego.

### Bounty Hunter
En Bounty Hunter (Cazarrecompensas), trata de capturar las fichas que se deprenden al matar, las fichas son lo equivalente a los Dog Tags de Call of Duty solo que estas otorgan un poder por poco tiempo al tocarlos, el juego finaliza al acumular 50 fichas.

### Desafíos
Los desafíos son una carrera contrarreloj en la que deberás alcanzar puntos de control y destruir objetivos con las distintas equipaciones, podrás conseguir medallas de oro, plata y bronce, cuanto mejor sea la medalla, más experiencia obtendrás. Algunos desafíos incluyen objetivos de bonificación que detienen momentáneamente el reloj, lo que te permite recortar valiosos segundos. No te pierdas esta oportunidad..

### Iniciación
Aquí se aprende básicamente como se juega y se utiliza las cosas tales como armas, objetos de apoyo y dispositivos.

## Armas

### Rifles
- Patrullero del alba: Parecida a la M16, es la primera arma desbloqueable y básica de todas, muy buena a largo y medio alcance.
- Cazador: Parecida al fusil SVT-40, muy buena a largo y medio alcance es semiautomática, por lo que requiere apretar el gatillo lo más rápido para su total consumo, muy precisa, los disparos en la cabeza son mortales por lo tanto es un arma muy peligrosa.
- Partisana: Arma semiautomática que dispara 3 balas de un disparo, muy precisa y buena a largo y medio alcance pero no buena en corto alcance, quita mucho daño si se acierta cada disparo hasta de una sola ráfaga se puede matar si se acierta a la cabeza.

### Ametralladoras
- Vigilante: El arma más balanceada del juego, considerablemente poderosa a corto alcance y buena en medio alcance. Excelente para complexión rápida, ágil y atlética.

- Desperado: Arma pequeña parecida a una Uzi, muy poderosa a corto alcance debido a que dispara un poco rápido que el vigilante, por lo tanto la munición puede agotarse pronto, no es buena a largo alcance.

### Armas pesadas
- Trituradora: Arma casera que dispara clavos, tiene un poco más de munición que las otras armas pesadas, excelente en largo y medio alcance, buena precisión y cadencia, recomendada para quienes usen la complexión corpulenta o tanque.
- Martillo neumático: Arma muy poderosa, la cadencia es mala y afecta mucho la precisión, letal a corto y medio alcance, altamente recomendado para quienes usen la complexión fuerte.
- Ultracongeladora: Basado en uno de los diseños del Sr. Frío, esta es la única arma que congela a los enemigos, tiene poca pero letal munición, se puede cargar el disparo, mayor es la carga, mayor es el daño, por lo tanto se puede hasta congelarlos de un disparo completamente, dejándolos como estatuas que pueden ser rematadas por el cuchillo, por otra arma o objeto de apoyo sea del jugador o de otro jugador (solo funciona en las complexiones con poca vida no más de 200, las complexiones con mayor vitalidad necesitan más de un disparo), también puede ralentizar un poco a los enemigos además de congelarlos y los que portan armadura les afectara un poco más que los demás.

### Armas de Francotirador
- El Mariscal: Parecida a la Dragunov, tiene un gran rango pero hace poco daño, es letal si se dispara a la cabeza.
- Trabuco: El arma más poderosa del juego pero la más lenta en recargar ya que dispara solo una bala, devastadora si se dispara a la cabeza.
- Cazador de osos: El único arco de juego, solamente dispara flechas (por lo tanto no revela la posición de jugador), entre más se deja cargada la flecha, mayor es el daño.

### Escopetas
- Persuador: Escopeta estándar de corredera, letal a corto alcance al grado de matar de un disparo a los de complexión con poca vitalidad, pero a medio y largo alcance son inservibles.
- Carabina: Arma no tan poderosa como la persuador pero dispara más rápido y no es de corredera, excelente para rociar balas.

### Lanzagranadas
- Dragón de fuego: Lanzacohetes casero que lanza una soda potente que afecta un gran radio del área, perfecto para eliminar jugadores de complexión ágil o rápido.
- Bombardero: Un tirachinas que lanza bombas que explotan al impactar al jugador, no causa tanto daño que el dragón de fuego pero lo recompensa con su munición.
- *(DLC) Abordaje: Parecido a un mosquete pero de mayor volumen, arma autodirigido que dispara un loro vivo que se impacta al jugador impidiéndolo ver (se puede escuchar "Help me" o "En la cara no" por parte del loro).

### Miscelánea
- Espada de alcón: Arma fina para cuerpo a cuerpo parecida a una Katana, causa un gran daño dependido de la complexión, equivalente al cuchillo pero rápido, la diferencia es que puede bloquear cuchilladas y balas reduciendo el daño recibido. (añadido en marzo de 2012).
- Motivador: Un megáfono que sirve para curar a los jugadores del equipo, excelentes para las complexiones de mayor vitalidad.
- Consagrador: La única pistola del juego, no provoca mucho daño como otras armas de fuego pero lo recompensa al momento de cambiar, el arma desenfunda muy rápido. (añadido en marzo de 2012)
- *(DLC) Curandero: Arma lanza-rayos que se adhiere a cualquier superficie y electrocuta a los jugadores dejándolo un poco aturdidos, los que portan armadura les afectara un poco más que los demás, devastadora en lugares con poco espacio o cerrados como cuartos.

### Cuerpo a cuerpo
- Cuchillo: Arma blanca al estilo Call of Duty (debido a que se usa de la misma manera), cada impostor lo porta, dependiendo de la complexión, entre más grande sea, más daño provoca.
- Brazos: Solamente aparece en Pysch Warfare (Guerra Psicológica), cuando el jugador del equipo contrario conecta una batería, el daño que provoca es igual que el cuchillo.
- Pies: Los pies también pueden ser un arma también, la mitad de letal que el cuchillo pero si puede llegar a matar con tan solo brincando o cayendo por encima del jugador y debido al peso de este y dependiendo de la complexión puede ser mayor o menor el daño producido.

## Modelos
Son modificaciones que le dan ventaja al arma, algunos son exclusivos para ciertas armas, estos son:
- Mira sencilla: La configuración predeterminada, no tiene ventajas ni desventajas.
- Silenciador: Silencia el arma para no revelar tu posición al disparar, pero reduce el alcance.
- Mira Reflex: Aumenta ligeramente la precisión y permite mayor zoom al apuntar.
- Mira de punto rojo: Aumenta el nivel de zoom y la precisión al apuntar; también amplia el alcance del arma.
- Detector de olor corporal: Revela de manera intermitente la posición de os enemigos cercanos mostrando una nube amarilla.
- Munición de perforación: Estas balas de alta velocidad perforan las armaduras y pueden atravesar paredes finas de madera o piedra para alcanzar objetivos del otro lado.
- Cargadores ampliados: Aumenta la capacidad del cargador del munición pero reduce la rapidez de recarga.
- Cargador ampliado: Igual solo que para francotiradores, el tubo de cargador ampliado permite cargar más balas a la vez.
- Tambor ampliado: El tambor de munición ampliado tiene más capacidad, pero la velocidad de recarga se reduce ligeramente (exclusivo para la carabina).
- Freno de boca: Aumenta la precisión en general, incluso al disparar en movimiento, pero reduce ligeramente el daño.
- Mira de 4x: Las miras con menor ampliación tienen un mayor campo de visión, lo que permite detectar objetivos mientras se usan, pero la bonificación de daño de disparos con mira en un 50% (exclusivo para armas de francotirador).
- Cohetes: Proyectil de velocidad reducida pero con un amplio radio de acción y onda expansiva. No resulta muy efectivo a largo alcance aunque los tiros directos son los que tienen resultados letales (exclusivo para el Dragón de Fuego).
- Misiles: Proyectiles rápidos de pequeño tamaño con un radio de alcance limitado que puede dispararse en grupos de tres antes de recargar (exclusivo para el Dragón de Fuego).
- Granada rebotante: Estas granadas temporizadas explotan al cabo de pocos segundos pero rebotan al impactar contra una superficie blanda. Ideales para ataques sorpresa aprovechando las esquinas (exclusivo para el Bombardero).
- Obús de mortero: Proyectiles de trayectoria arqueada con un amplio radio de alcance, explotan al hacer impacto en cualquier superficie. El potencial de daño aumenta con la distancia (exclusivo para el Bombardero).
- Munición de punta hueca: Las balas de punta hueca infligen un daño extra a los enemigos sin armadura, pero causan un daño menor a quienes llevan armadura corporal (exclusivo para el Consagrador).
- Autoconversión completa: Convierte el arma semiautomática a totalmente automática, pero reduce la precisión (exclusivo para el arma Consagrador).
- *(DLC) Impulso estático, esta bola de energía provoca descargas y aturde a los enemigos a su paso y se queda fija en la mayoría de las superficies. Resulta perfecta para cortar el paso y para dividir a un grupo de enemigos, sobre todo si llevan armadura (exclusivo para el Curandero).
- *(DLC) Carga de desviación: Una carga más rápida y pequeña que rebota con las paredes y provoca más daño a quienes usan armadura. Especialmente útil para tumbar enemigos voladores o a los que están atrapados en espacios reducidos (exclusivo para el Curandero).

## Dispositivos
Son "Gadgets" caseros especiales que le dan ventaja al personaje en el campo de batalla, algunas partes del mapa están marcados con una cruz de color amarillo en donde se tiene que situar para accionar el dispositivo (son 3, rampa, conducto de ventilación y trampolín); los dispositivos son:
- Tirolina: la tirolina es una mochila con alas; básicamente sirve para volar y llegar al lugares altos y recorrer el mapa de manera rápida. Para poder volar se requiere estar en un conducto de ventilación o en un lugar alto, además de que tiene un ataque que se llama "Bombardeo humano" que es un golpe con todo el cuerpo y se acciona mientras se esté volando con el botón de disparo, dependiendo de la complexión, el daño será mayor siendo la del tanque la más dañina pudiendo matar a la complexión "Rápida y Ágil" de un solo golpe.
- Lanza ganchos: dispositivo casero unido con hilo para pescar asemejando la cuerda, es lo más cercano al lanza ganchos del mismísimo "Batman". Sirve para llegar a cualquier lugar del mapa desde cualquier punto, pero es limitado ya que dependiendo del lugar, es el hilo que requerirá pudiendo llegar a medias; pulsa el botón de salto para llegar un poco más alto. Sirve como arma de largo alcance quitando una gran cantidad de salud.
- Patines: par de patines que le dan velocidad al jugador, ayuda de manera considerable a las complexiones de mayor peso; son extremadamente versátiles. La otra ventaja es el uso de rampas ya que únicamente se activan con los patines, al pasar por una rampa sale disparando al jugador al otro lado del mapa acortando distancia, con la probabilidad de caer encima de algún enemigo; por inercia costara más de cambiar de dirección e ira más despacio en terrenos rugosos..
- Botas con muelles: par de botas con resortes o muelles incrustados en la suela del zapato; al activar los muelles dispara al jugador con un gran salto pudiendo llegar al lugares altos, mientras se esté saltando no puede realizar ningún ataque excepto poder matar con tan solo brincando y cayendo encima de algún jugador siendo preferible para complexiones pesadas.
- Plantillas hinchables: par de zapatos con pelotas inflables incrustadas en la suela del zapato, proporciona al jugador un poco más altura a la hora de saltar y un segundo salto llegando a lugares de manera rápida, bueno para complexiones menores.
- Visor de designación: par de gafas con rayos X, que localiza y marca al enemigo a través de las paredes revelando su posición durante cierto tiempo obteniendo puntos por asistencia, inservible ante enemigos con la anécdota "Anheli".
- Bomba de humo ninja: frasco con cierto tipo de humo que hace invisible al jugador, pudiendo hacer emboscadas y trampas a los enemigos. Al activarlo queda vulnerable ya que no puede atacar mientras se esté invisible y nunca se acaba; pero para los oponentes que tienen buenos reflejos podrán notar al jugador al estilo de la película "Depredador".
- *(DLC) Jetpack: mochila cohete que mantiene al jugador en el aire por cierto tiempo capaz de atacar también mientras se esté usando el dispositivo. Puede llegar a lugares bastantes altos y otros lugares inaccesibles, recomendado para usarlo con un lanzagranadas para un verdadero bombardeo.

## Objetos de apoyo
Son objetos secundarios que le proporciona ayuda al jugador de manera ofensiva o defensiva, estos objetos pueden ser eludibles o destruidos, las cuales son:
- Bomba casera: granada casera con 3 segundos de detonación. Se puede dejar cocinando antes de lanzarlo para una detonación planeada; puede matar a enemigos congelados con tan solo lanzarlo sin haber estallado.
- Granada de impacto: granada que detona al momento de impactarse, hace menos daño que la bomba casera pero lo recompensa con su velocidad de lanzamiento.
- Bumerán: golpea y marea a uno o varios enemigos distorsionando su visión por unos segundos. Se requiere dejar apretado el gatillo hasta que apunte a un blanco (o blancos) y después soltarlo para que vaya tras el y lo golpee dejándolo mareado; quita alrededor de 15 puntos de salud al grado de matar si el enemigo esta demasiado débil.
- Hacha: arma que al ser lanzado mata instantáneamente al enemigo y puede ser recuperada del lugar en el que fue lanzado o incrustado.
- Shuriken: 3 estrellas ninjas que impacta al enemigo o enemigos a medio y corto alcance, el daño es menor pero lo recompensa con su rápido lanzamiento. Se necesita apuntar a un blanco (o blancos), o esperar para que sean lanzado las 3 estrellas a un solo blanco para causar un daño mayor.
- Trampa para osos: trampa que al ser colocada y accionada provoca al enemigo poca movilidad y velocidad, volviéndolo un blanco para otros jugadores si este no se desprende de la trampa; puede matar al enemigo si éste esta completamente débil.
- Armadura corporal: chaleco antibalas con la apariencia de un rin de algún carro. Protege de las balas al jugador en un 20%, pero no de disparos a la cabeza y otros objetos de apoyo como bumeranes o trampas para osos; sensible ante la ultra congeladora y curandero e inservible ante armas que contengan munición de perforación.
- Bebida energetizante: lata de soda con la etiqueta "Vigor Chug", proporciona al jugador 100 puntos de salud en pocos segundos.
- Botiquín: una caja en forma de corazón que al ser lanzado proporciona a los jugadores (y enemigos), munición y salud por algunos momentos tal y como es en una unidad de cuidado.
- Sensor de movimiento: un juguete que al ser lanzado afecta un radio limitado del mapa revelando la posición de los enemigos por cierto tiempo, inservible ante enemigos con la anécdota "Alheli".
- Bloqueo antiaereo: un gnomo de jardín pegado con cinta a un taser. Deja paralizados o electrocutados a los enemigos que pasen o brinquen por encima de ellos o en el radio de efecto que dejan al ser accionados haciendo vulnerables a los enemigos, son eficaces ante enemigos con el dispositivo "Tirolina".
- *(DLC) Caracola: una concha de mar que al ser usado produce un estruendo que empuja y ralentiza a los enemigos; puede llegar a matar al enemigo si este esta completamente débil o congelado.
- *(DLC) Gas tóxico: lata de frijoles con la etiqueta "O¨saka Baked Beans", al ser usada el jugador libera una flatulencia en forma de una espesa nube que al ser atravesado por un enemigo provoca un poco de daño además de que distorsiona la visión y lo desorienta.

## Complexiones
Las complexiones son personajes de diferente tamaño, salud y velocidad además de que se puede modificar el rostro y la voz (pudiendo ser agudo o grave), y cambiarle el idioma del personaje (italiano, francés, alemán, inglés y español); el ataque cuerpo a cuerpo será mayor o menor dependiendo de la complexión, son 5 diferentes:
- Rápido: como su nombre lo dice, es la complexión más rápida del juego pero también el más pequeño siendo un blanco difícil y débil teniendo solo 100 puntos de salud (115 con la anécdota "Sano como una manzana"), debido a que es débil, el uso de armas pesadas lo vuelve muy lento, bueno para el uso de armas como francotiradores, escopetas y ametralladoras.

-Velocidad: 10/10 Salud: 2/10 (100) Cuerpo a cuerpo: 2/10 (100)
- Ágil: la única complexión en donde el personaje es del sexo femenino además de alta y delgada, no es tan rápida como la complexión "Rápido", pero con el dispositivo de "Patines" lo recompensa además de que salta un poco más alto que las demás complexiones, es un tanto débil teniendo 140 de salud (161 con la anécdota "Sano como una manzana"); como también es débil, el uso de armas pesadas la vuelve lenta, buena para el uso de armas como francotirador, ametralladoras y rifles.

-Velocidad: 8/10 Salud: 4/10 (140) Cuerpo a cuerpo: 4/10 (140)
- Atlético: la complexión balanceada y estándar del juego, tiene una velocidad media y salud teniendo 180 puntos (207 con la anécdota "Sano como una manzana"), es bueno usando cualquier arma de las cuales los rifles, escopetas, lanzagranadas y francotiradores son preferibles.

-Velocidad: 6/10 (180) Salud: 6/10 Cuerpo a cuerpo: 6/10 (180)
- Corpulento: complexión un poco balanceado siendo un híbrido de la complexión "Tanque", teniendo no mucha velocidad como la complexión "Atlético" pero con mayor puntos de salud teniendo 220 (253 con la anécdota "Sano como una manzana"), siendo una buena elección con el uso de armas tales como armas pesadas, rifles y como médico con el "Motivador".

-Velocidad: 4/10 Salud: 8/10 (220) Cuerpo a cuerpo: 8/10 (220)
- Tanque: como su nombre lo dice, es grande, lento pero fuerte y con la salud más alta del juego teniendo 280 puntos (315 con la anécdota "Sano como una manzana"), puede llevar cualquier arma siendo preferible lanzagranadas y armas pesadas; debido a su enorme cuerpo es un blanco fácil pudiendo ser disparado desde la cabeza con facilidad pero duradero en el campo de batalla por su salud; con el dispositivo "Tirolina" mata blancos débiles con suma facilidad.

-Velocidad: 2/10 Salud: 10/10 (280) Cuerpo a cuerpo: 10/10 (280)

## Anécdotas
Las anécdotas son bonificaciones que siempre están activas durante las partidas, puedes tener dos anécdotas activas a la vez aunque solo puedes llevar una de cada categoría. La mayoría de las anécdotas potencian o reducen tácticas específicas o tipos de daños que pueden ser más útiles en un modo de juego que en otro, estos son:

### Anécdota 1
- Sano como una manzana: Tu salud máxima es superior a la media. Tus heridas se curan más rápido en las unidades de cuidado o si tomas una bebida energética o un motivador de un compañero de equipo.
- Haciendo el muerto: Tus compañeros pueden reanimarte en cualquier momento hasta que aparezcas.
- Regenerativo: Tu salud empieza a regenerarse antes y se llena mucho más rápido.
- Reflejos rápidos: Tras una carrera, tu arma se recupera más deprisa.
- Pies ligeros: Te mueves más deprisa en cualquier situación; tanto si caminas, como si corres, patinas o subes por las paredes.
- Alheli: No apareces en el radar enemigo, en el visor de designación ni en los detectores de olor corporal.
- Dedos ágiles: Conecta y desconecta las baterías más rápido en Guerra Psicológica y captura lanza-gas más rápido en Fumigación.

### Anécdota 2
- Bombardero loco: Todos tus explosivos aumentan ligeramente su potencia.
- Chaleco antibalas: Los explosivos te hacen menos daño. Las cajas trampa harán volar tu equipo por los aires, así que no vayas de gallito.
- Tirador experto: Tus balas parecen provocar un poquito más de daño.
- Casi a prueba de balas: Las balas del enemigo no te hacen tanto daño como deberían.
- Cortacuellos: Infliges más daños al atacar con cuchillo.
- Cuero: Sufres menos ataques en los ataques con cuchillo.
- Cabezón: Sufres menos daños y menos efectos secundarios por bumeranes, bomba humana y aplastamientos.
- Pata de palo: Las trampas para osos no te ralentizan y sufres menos daños en las explosiones de cajas de trampa.
- Inmunidad al tiro en la cabeza: Reduce el daño extra producido por los tiros en la cabeza.
- *(DLC) Ron: Previene congelamiento, ataque de perico y aturdimiento por caracoles. También protege contra daño por frío.
- *(DLC) Toma de tierra: Las armas del enemigo no te lanzaran de un lado para otro, pero las tuyas les darán más fuerte. Además, recibes menos daño eléctrico, como si tuvieras una toma de tierra. ¿Lo pillas? Ja.

## Arrebato
Un arrebato es una bonificación especial que puedes activar durante el juego una vez que hayas conseguido el nivel suficiente de sed de sangre; El indicador de arrebato aparece en la pantalla cuando está listo para su activación. El arrebato continuara activo durante toda la partida, así que no es necesario usarlo de inmediato. Una vez activado, el arrebato dura poco tiempo, así que intenta usarlo en el momento apropiado para aprovecharlo al máximo, el nivel de sed de sangre de carnicería aumenta de forma distinta según el tipo de arrebato, así que elige uno que se adapte a tu estilo de juego, los arrebatos son:
- Impulso asesino: Duplica los daños durante 15 segundos, se consigue acumulando 1200 puntos de daños sin morir.
- Tonel de pólvora: Causa el doble de daño durante 15 segundos, se consigue por morir 5 veces sin matar a nadie.
- Duro como la piedra: Reduce los daños en un 75% durante 15 segundos, se consigue acumulando 1200 puntos de daños sin morir.
- Erizo encolerizado: Reduce el daño recibido en un 75% durante 15 segundos, se consigue al morir 5 veces sin matar a nadie.
- Tirador a fondo: Aumenta la velocidad de movimiento en un 50% durante 15 segundos, se consigue acumulando 1200 puntos de daños sin morir.
- Señor de la muerte: Aumenta la velocidad de movimiento un 50% durante 15 segundos, se consigue por morir 5 veces sin matar a nadie.
- Ojo de águila: Muestra la posición de los enemigos en el radar, se consigue acumulando 1200 puntos de daños sin morir.
- Jauría de lobos: Oculta la posición de tu equipo en el radar y bloquea el visor de designación y los detectores de olor corporal del enemigo, se consigue acumulando 1200 puntos de daños sin morir.

## Perfil psicológico
Los perfiles psicológicos tienen atributos que afectan a los puntos de experiencia obtenidos en partidas. Cada trampa tiene ventajas e inconvenientes especiales, así que elige la que más se adapte a tu estilo de juego. Al componer el equipo, recuerda que una son más útiles en cierto modo de juego que otras, estos son:
- Negación: El sujeto no manifiesta abiertamente ningún síntoma de alteración de la personalidad, es evidente que oculta algo. "Sin bonificaciones ni penalizaciones".

- Antisocial: El sujeto no muestra empatia por los demás y tiene problemas de comportamiento. "Bonificación por acciones egoístas/Penalizacion por acciones de equipo".
- Angustiado: El sujeto siente una angustia constante y se traumatiza fácilmente en situaciones intensas. "Penalización por acciones de combate/Bonificaciones por acciones pacíficas".
- Bipolar: El sujeto alterna entre episodios de euforia y depresión. "Bonificación cuando el equipo va ganando/Penalizacion cuando el equipo va perdiendo".
- Trastorno dismórfico: El sujeto muestra una gran preocupación por su peso y su imagen. "Bonificación con la complexión Rápido/Penalizacion por cualquier otra complexión".
- Codependiente: El sujeto realiza grandes sacrificios para satisfacer a los demás. "Bonificación por acciones de equipo/Penalizacion por acciones individuales".
- Histriónico: El sujeto quiere llamar la atención y tiene tendencias exhibicionistas. "Bonificación al estar entre los 3 primeros jugadores del marcador/Penalizacion por no estar entre los 3 primeros".
- Cleptómano: El sujeto tiene la necesidad de robar propiedades ajenas. "Bonificación por robar objetos (como una batería)/Penalizacion por perder objetos.
- Masoquista: El sujeto disfruta del dolor hasta cierto límite (básicamente la muerte). "Bonificación por cada punto de daño recibido/Penalizacion por cada muerte".
- Narcisista: El sujeto está obsesionado con su aspecto físico y solo piensa en ser atractivo. "Bonificación en puntos de ropa (como reanimar, conseguir objetivos, ayudar a compañeros)".
- Paranoico: El sujeto sufre complejo de persecución agudo. "Bonificación por venganzas/Penalizacion cuando algún jugador se convierte en tu nemesis".
- Pasivo-Agresivo: El sujeto intenta evitar la confrontación directa y utiliza estrategias para mostrar su hostilidad de manera indirecta. "Bonificación por uso de trampas/Penalizacion por acciones de combate directo"
- Sádico: El sujeto obtiene satisfacción e incluso se divierte causando dolor a los demás. "Bonificación por daño infligido/Penalizacion cuando un objetivo al que se ha herido consigue matarte".
- Tiránico: El sujeto intenta dominar y anular a los demás. "Bonificación cada vez que matas a alguien siendo su nemesis/Penalizacion cada vez que un jugador consigue vengarse de ti".

## Mapas
Los mapas son basados en el universo de Batman, los mapas cuentan con elementos para recorrer el mapa de manera rápida que son ventiladores, rampas y trampolines para aquellos que utilicen cierto dispositivo que los aproveche; dependiendo del modo de juego el mapa puede ser modificado añadiendo ciertos elementos, en total son 8 (excluyendo el del modo "Iniciación"), de las cuales 3 son vía DLC de manera gratuita, estos son:
- Ace Chemical: Se localiza en medio de una planta química. Tiene edificios que son accesibles, con la ayuda de los dispositivos puede recorrer el mapa de manera rápida y acceder a lugares altos como techos; puede estar basado en el lugar donde transformó al Joker.
- The Docks: Se ubica en el muelle número 8 con vista a la ciudad de Gotham. Con edificios altos, restaurantes de mariscos cerrados, rodeado de agua en el cual no se puede nadar y de contenedores de transporte marítimo, el edificio central del mapa es accesible y con cuartos.
- Crime Alley: Se localiza en una calle central, en los suburbios. Con callejones, un teatro cerrado y autos. El área esta atrincherado de un gas nocivo el cual provoca la muerte quien trate de traspasarlo; puede estar basado en el lugar donde murieron los padres de Batman.
- Amusement Mile: Un parque de atracciones. Consiste en atracciones como una casa de sustos, lugares recreativos, una tienda de recuerdos, montaña rusa, etc. Los elementos hacen fácil el recorrido como rampas y trampolines.
- Gotham Power: Una central de luz eléctrica que da soporte a Gotham desde 1909. Rodeado de edificios accesibles, techos y de un cerco electrificado que provoca la muerte.
- 25th Floor: Toma lugar en lo alto de un edificio de periodismo. Debido a la gran altura en el que esta, caer significa la muerte instantánea, con pasillos accesibles y elementos que facilitan su recorrido. (añadido en marzo de 2012).
- East End: Localizado en los deteriorados suburbios de Gotham. Un lugar abierto con calles, techos, un restaurante abierto y también está rodeado con gas nocivo que da la muerte instantánea. (añadido en abril de 2012).
- Arkham Asylum: Toma lugar en el famoso asilo Arkham. Un lugar abierto con edificios con acceso a cuartos con dirección al centro del mapa. (añadido en mayo de 2012).

## Bandas
Cada distrito de Gotham City tiene su banda local, cuando consigas subir de nivel lo suficiente, las bandas intentarán reclutarte cuando estés jugando en su barrio, luchar con las bandas te otorga puntos de reputación, que podrás usar para desbloquear recompensas de cada banda, puedes abandonar una banda en cualquier momento para volver hacer autónomo. El único modo de cambiar de banda o volver a unirte a una banda es ser reclutado, nunca perderás la reputación que has obtenido con una banda, así que puedes empezar donde lo dejaste; las bandas son muy imparciales, aceptan la ayuda de Bats y Jokerz. Las bandas son 5 y dominan cierto distrito (mapa):
- -Gatos callejeros: "Acechar entre las sombras, derribar cubos de basura, marcar su territorio y aullar a la luz de la luna son algunos de los pasatiempos favoritos de los gatos callejeros, una banda que se ha unido por el amor que comparten a la soledad y a la autosuficiencia. ¡Los últimos felinos solitarios de verdad!." (Su emblema es un gato de mal humor, los representa el color naranja y se encuentran ubicados en Crime Alley).
- -Tóxicos: "Tan nocivos como cóctel carcinógeno de productos químicos cáusticos que se cuela por las aguas subterráneas y se precipita al cielo desde la Planta Ace Chemical, los tóxicos con una banda implacable de nihilistas que solo piensa en propagar su influencia venenosa por todo Gotham City." (Su emblema es una máscara antigás, los representa el color verde y se encuentran ubicados en Ace Chemical).
- -Ratas de muelle: "Como los roedores ojos pizpiretos que les dan nombre, las ratas de muelle son la plaga que propaga enfermedades y hurga entre los cargamentos del Puerto de Gotham; nauseabundos como el hedor a bacalao podrido y gasolina que envuelve a los muelles como eterno perfume de su decadencia." (Su emblema es una rata musculosa con un tatuaje de ancla, los representa el color rojo y se encuentran ubicados en The Docks).
- -Eléctricos:  "Buscando sensaciones, insatisfechos con formas más tradicionales de autodestrucción como la ingesta de sustancias ilícitas, montar en atracciones de feria inseguras o hacer puenting, a los eléctricos lo que les pone a cien es electrocutarse por placer." (Su emblema es un foco enojado, los representa el color amarillo y se encuentran ubicados en Gotham Power.)
- -Fiesteros: "Forajidos y marginados demasiado vagos y sosos como para unirse a un circo errante. Los fiesteros habitan la raída Amusement Mile de Gotham, en su día popular, y disfrutan comiendo porquerías que ni las palomas probarían y buscando emociones de pacotilla en atracciones de ferias destartaladas que solo dan miedo porque seguramente te mates si subes". (Su emblema es la mascota de dicha feria de nombre "Gary", los representa el color azul y se ubican en Amusement Mile.)

## Recepción
Ha recibido críticas generalmente positivas. The Escapist ha dicho que Gotham City Impostors es solamente una «copia» de los juegos de disparos en primera persona de Call of Duty, pero añadió suficientes novedades para que sea agradable. El escritor de G4 Leah Jackson ha dicho que el solamente ha jugado la demo del juego aunque también dijo «El juego no se siente como un buen juego descargable, aunque impresiona al jugador, y estoy francamente impresionado».